# Mei (ヴァイオリニスト)
Mei（メイ、1991年12月16日 - ）は、現在イギリスで活動しているヴァイオリニスト。
大分県別府市生まれ。イスラエルでヴァイオリンを学び、演奏活動を開始。2009年より日本で活動していたが、2016年からソロでロンドンを拠点に活動している。

## 略歴
1991年、母の故郷である大分県別府市で生まれる。7歳のときに父の故郷であるイスラエルに転居。9歳からヴァイオリンを習い始める。
ハイファ市アートスクールヴィツォで学び、ヤングイスラエルフィルハーモニーの第一ヴァイオリン奏者を務めた。
2009年12月に日本に帰国し、大分県で活動を開始。
2013年3月に活動拠点を東京に移す。2013年4月より東京タワーアンバサダーに就任。同じく2013年4月よりTOKYO FMの番組「Tokyo Tower presents DIAMOND VEIL」のパーソナリティになる。また、東京タワー大展望台1階にあるClub333におけるライブ活動を開始。
2013年9月および12月には、倉木麻衣のコンサートにソロヴァイオリニストとして出演。
2014年1月、CDアルバム『ON』と『OFF』を2枚同時にリリース。
2014年10月4日、読売テレビ「ウェークアップ！ぷらす」でオープニング曲「Blue blue sky」を生演奏する。
2016年10月、活動拠点を日本からイギリスに。

## 作品

### アルバム
- Mei's selection ON（2014年1月23日）
- Mei's selection OFF（2014年1月23日）

### 映像作品
- a pliant beat（2012年、OBS大分放送）Mei & Rhythm gang名義[2]

## 出演

### テレビ番組
- beポンキッキーズ（2014年4月 - 2015年3月、BSフジ）MC
- BS12歌謡ナイト jazzyなライブショー（2015年10月6日 - 、Twellv）

### ラジオ
- Tokyo Tower presents DIAMOND VEIL[3]（2013年4月 - 2014年9月、TOKYO FM）パーソナリティ

### CM
- トヨタ自動車、レクサス グローバルサイト[4]（2012年）
- フランソア（2014年）
- Tiger beer - The Uncaged（2018年）

### コンサート
- Mei Live at Club333（2013年 - ）東京タワー展望台にて継続的に開催
- 代官山"Dazzling Night"（2013年9月25日）
- 倉木麻衣 Mai Kuraki Symphonic Live -Opus 2-（2013年9月22 - 23日）
- アジア太平洋フェスティバル福岡2013（2013年10月12日）
- 倉木麻衣 カウントダウンライブ（2013年12月31日）
- ヴァイオリニスト Mei バレンタイン Special Live（2014年2月14日）